# Sonnenberger See
Der Sonnenberger See ist ein See bei Sonnenberg im Landkreis Vorpommern-Greifswald in Mecklenburg-Vorpommern.
Das etwa 1,5 Hektar große Gewässer befindet sich im Gemeindegebiet von Grambow, einen Kilometer südlich vom Ortszentrum in Sonnenberg entfernt. Der See verfügt über einen nordwestlichen Graben als natürlichen Zufluss, besitzt jedoch keinen natürlichen Abfluss. Die maximale Ausdehnung des Sonnenberger Sees beträgt etwa 150 mal 105 Meter. Am nördlichen Ufer befindet sich ein Bootssteg. Der See ist zudem als ein Angelgewässer ausgeschrieben und beherbergt Rotauge, Brachse, Rotfeder, Barsch, Hecht, Aal und Karpfen.